# 풍요의 바다

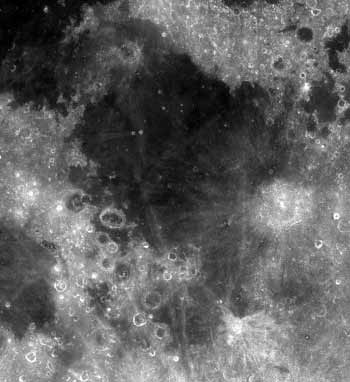
풍요의 바다 사진.

풍요의 바다(Mare Fecunditatis, "Sea of Fecundity" 또는 "Sea of Fertility")는 달의 동반구에 있는 달의 바다 중 하나이며, 달의 앞면에 있다.